# رصيص بركاني
الرصيص البركاني أو الراهصة البركانية هو تراكم خشن للكتل الكبيرة من المواد البركانية التي تحتوي على 75٪ من القنابل البركانية على الأقل. تختلف القنابل البركانية عن الكتل البركانية من حيث أن شكلها مفلطح: فقد يكون لها على سبيل المثال أشكال متعرجة أو ذيلية أو صدفية أو مطوية أو مغزلية أو ترشيش أو شريط أو خشنة أو أميبي. قد تكون الكتل الكروية من الحمم البركانية قد أُطلقت من فوهة البركان في وقت تعرض فيه الحمم المنصهرة جزئيًا ، وكثيرًا ما تتحطم بفعل نوبات البخار المفاجئة. كانت هذه القنابل لزجة في لحظة إخراجها ومن خلال الدوران في الهواء اكتسبت شكلها.